# Бабувізм
Бабувізм — політичне вчення на основі ідей утопічного соціалізму, назване на честь одного з попередників наукового комунізму Бабефа. Рух «рівних» у Франції, яке він очолював, пропагував ідею повної соціальної рівності всіх людей.
Особлива система політичної організації, пропагована Бабефом та його прихильниками — бабувістами, була ретельно представлена у творі «Змова в ім'я рівності», автором якої став друг і сподвижник Бабефа Філіппо Буонарроті. Не містивши жодних принципово нових ідей, ця робота, вперше опублікована в 1820 році в Брюсселі, включала виклад практичних способів здійснення комуністичних ідей Мора, Кампанелли, Маблі і — особливо — Мореллі.

## Ідеологія
Ідеалом майбутнього громадського порядку бабувісти вважали комунізм, який, проте, розглядався ними у спрощеній, зрівняльній формі. Шлях до перетворень, як вважали прихильники бабувізму, лежав через повстання бідноти з ініціативи та під керівництвом таємної змовницької організації — революційного комітету. Важливою ідеєю, висунутою бабувістами, була необхідність доповнення політичної революції соціальною революцією — тільки в цьому випадку, на їхню думку, трудящі могли домогтися здійснення своїх намірів. Бабувісти також виступали проти приватної власності . Так, П'єр Сільвен Марешаль — автор бабувістського маніфесту «Catéchisme des athées» — писав:«Немає більше приватної власності на землю! Ми вимагаємо загального споживання земних, що належать усім плодам…» .
Після страти Бабоффа та Огюстена Олександра Дарте. У 1797 році бабувісти продовжували політичну та громадську діяльність спільно з лівими якобінцями . Відродження бабувізму відбулося після виходу книги Буонарроті «Змова в ім'я рівності» та повернення її автора з еміграції до Парижа після Липневої революції 1830 року . Остаточно бабувізм перестав існувати як самостійний перебіг у 1840-х роках, з поширенням ідей Луї Огюста Бланки, який успадкував низку ідей Бабьофа і Буонарроті.

## Відомі представники
- Пьер Антуан Антонелль (1747—1817)
- Грач Бабофф (1760—1797)
- Філіппо Буонарроті (1761—1837)
- Августин Александр Дарте (1769—1797)
- Софі Жермен (1776—1831)
- Фелікс Лепелєтьє (1767—1837)
- Пьер Сільвен Марешаль (1750—1803)